# ロザンナ・カルテリ
ロザンナ・カルテリ（Rosanna Carteri、1930年12月14日 - 2020年10月25日）は、イタリアのオペラソプラノ歌手。主に1950年代から1960年代半ばまでに活動した。ローエングリンにてエルザ役として19歳の時にローマでデビューをし、ミラノのスカラ座を拠点に国際的に主導的な役割を果たした。

## 経歴
1930年12月14日、ヴェローナで生まれ、パドヴァで育った。フェルッチオ・クシナティに師事し、12歳でコンサートで歌い始めた。1948年にはイタリア放送協会の歌唱コンテストで優勝し、1949年にワーグナーの『ローエングリン』でエルザ役としてローマのカラカラ浴場でオペラデビューを果たした。1951年にはミラノでスカラ座デビューをし、ジョルジョ・ストレーレル監督のピッチーニの『チェッキーナ、または良い娘』でタイトル・ロールを務めた。彼女は最初にヴィルヘルム・フルトヴェングラーの指揮による1952年のヴェルディ『オテロ』でのデズデモナとしてザルツブルク音楽祭、1954年にプッチーニ『ラ・ボエーム』のミミとしてサンフランシスコ・オペラ、シャルル・グノー『ファウスト』とガエターノ・ドニゼッティ『愛の妙薬』のアディナとしてシカゴ・リリック・オペラ、1958年にプッチーニの『トゥーランドット』のリューとしてアレーナ・ディ・ヴェローナに、1960年にプッチーニの『ラボエーム』でロンドンのロイヤル・オペラ・ハウスに、1961年にはジュゼッペ・ヴェルディ『椿姫』のヴィオレッタとしてパリ・オペラ座に出演している。
1951年にはジョアッキーノ・ロッシーニの『ウィリアム・テル』『ラ・ボエーム』、プッチーニの『修道女アンジェリカ』などのオペラで、キャリアの早い段階でチェトラソリアのためいくつかの録音を行なった。1956年にピエール・モンテがローマ・オペラ座の作品で指揮した、モーツァルトの『フィガロの結婚』、ヴェルディの『オテロ』『ファルスタッフ』など、イタリア放送協会のいくつかのテレビ番組に出演をした。ミケーレ・ラマロが指揮したナポリのサンカルロ劇場のオーケストラと合唱団とともに、ジュゼッペ・ギスモンドと並んで、1958年に白黒テレビ映画でプッチーニの『つばめ』にタイトル・ロールとして出演した。彼女は、ジョルジュ・プレートルが指揮したRTFの合唱団とオーケストラと共に、プーランクのグロリアの1961年の録音でソプラノソリストだった。
また、いくつかの現代的な作品の制作に参加しており、1950年のRAI放送としての初演でピッツェッティの『イーフィジェニア』のタイトルロールを演じたほか、1951年にフィレンツェ五月音楽祭の一環として最初の風光明媚な作品を上演した。1952年にはフアン・ホセ・カストロによる『プロセルピナ・エ・ロ・ストラニエロ』の初演、1961年のイルデブランド・ピッツェッティの『イル・カルザレ・ダルジェント』、1961年のマリオカステルヌオーヴォテデスコによる『イル・メルカンテ・ディ・ヴェネツィア』の初演にも出演した。
しかし、1966年に36歳でオペラを引退することを決心し、彼女の時間を家族に捧げた。カルテリは元々フランコ・グロソリと結婚していた。家族は1970年代にイタリアからモンテカルロに移り、当時横行していた誘拐から子供たちを守り切った。
2020年10月25日にモンテカルロで死去。89歳没。彼女は、ランフランコ・ラスポーニの引退した歌姫の画期的な一連のインタビューでインタビューされた56人の歌手の最後の生き残ったパフォーマーであった。